# Melothesie

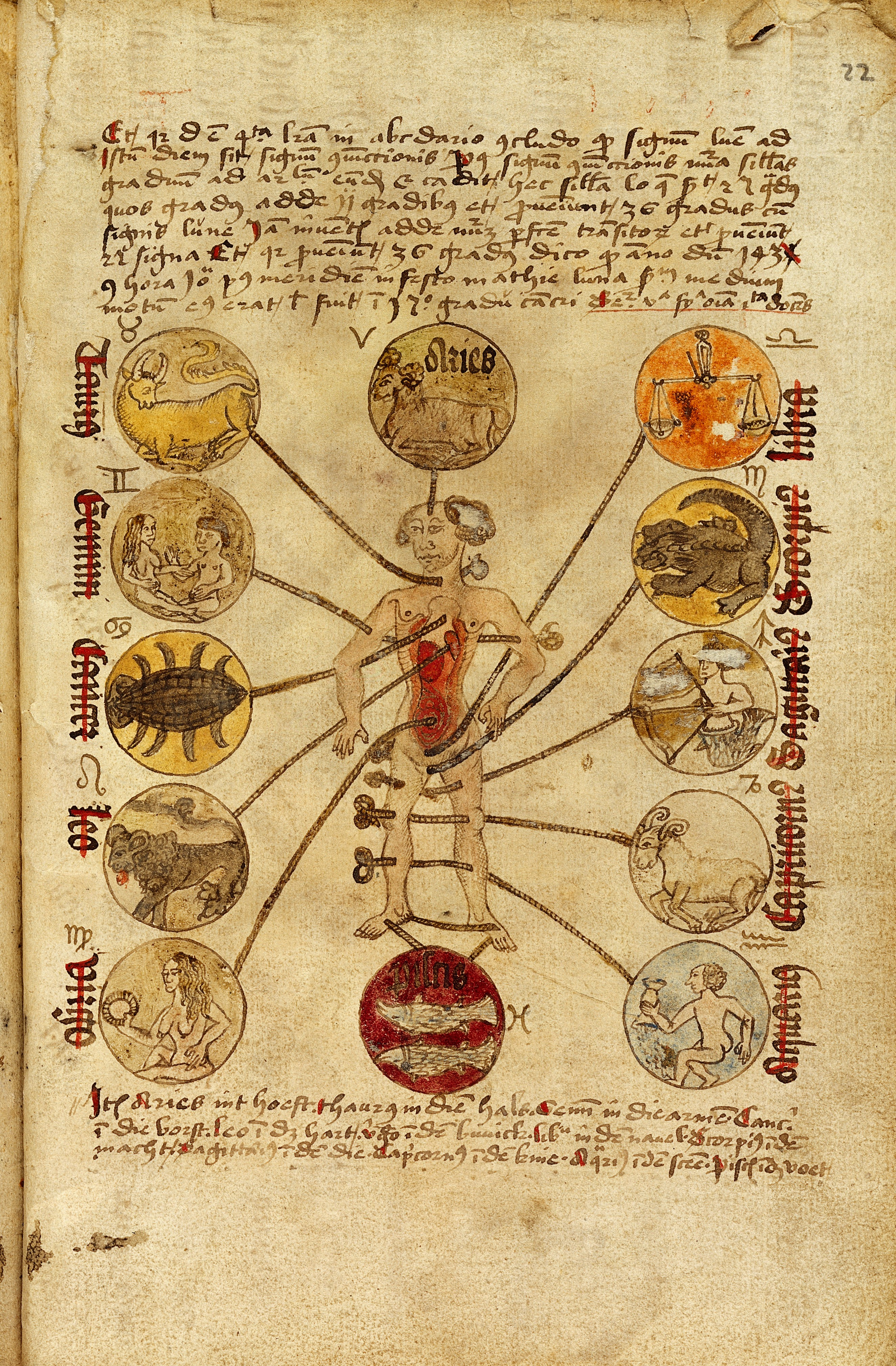
Homo signorum in einem Manuskript (Heymandus de Veteri Busco, Ars computistica, 1488)

Melothesie (altgriechisch μελοθεσία melothesia) bezeichnet in der Astrologie die Zuordnungen zwischen Planeten und Tierkreiszeichen und den Teilen des menschlichen Körpers, insbesondere deren Einflüsse auf Gesundheit und Erkrankung der betreffenden Körperteile. 
Man unterscheidet dabei die planetare Melothesie, also die Einflüsse der Planeten auf die Körperteile, von der zodiakalen Melothesie, den Einflüssen der Tierkreiszeichen auf die Körperteile. Die Zuordnungen der zodiakalen Melothesis sind aus der Antike überliefert, ab dem Mittelalter vielfach visualisiert durch zahlreiche Abbildungen des sogenannten Homo signorum in Handschriften und Drucken der frühen Neuzeit.

## Zodiakale Melothesie
Bei der zodiakalen Melothesie folgt die Zuordnung einfach der Reihenfolge der Tierkreiszeichen, beginnend mit dem Widder am Kopf bis zu den Fischen an den Füßen. Im Einzelnen ergibt sich:
| Tierkreiszeichen | Körperregion             | Körperteile / Organe          |
| ---------------- | ------------------------ | ----------------------------- |
| Widder           | Kopf                     | Augen, Nase, Ohren, Mund usw. |
| Stier            | Hals                     | Kehle                         |
| Zwillinge        | Schulter, Achseln, Arme  | Hände, Finger                 |
| Krebs            | Brustbereich             | Milz, Lungen, Rippen          |
| Löwe             | Bauchbereich             | Herz, Rücken, Seiten          |
| Jungfrau         | Bauch                    | Eingeweide                    |
| Waage            | Nabel, Lenden, Gesäß     | Nieren                        |
| Skorpion         | Schamregion              | Gebärmutter, Penis            |
| Schütze          | Hüftpartie, Oberschenkel |                               |
| Steinbock        | Knie                     | Kniescheiben                  |
| Wassermann       | Waden, Schienbeine       |                               |
| Fische           | Füße                     | Zehen, Sohlen, Fersen         |

Die Zuordnungen der zodiakalen Melothesie sind in medizinischen, hermetischen und zahlreichen astrologischen Quellen überliefert. David Pingree führt 2 hermetische, 4 medizinische (darunter die Physica des Theodorus Priscianus) und 27 astrologische Quellen an, darunter Marcus Manilius, Dorotheos von Sidon, Vettius Valens, Antiochos von Athen, Porphyrios, Rhetorios, Sextus Empiricus, Firmicus Maternus, Paulos von Alexandria und Hephaistion von Theben. 
John Z. Wee weist in einer detaillierten tabellarischen Darstellung nach, dass die Zuordnungen in der astrologischen Überlieferung der Antike im Wesentlichen unverändert waren, was natürlich auch aus dem Prinzip der Zuordnung resultiert. Wenn man am Kopf mit dem Widder beginnt und an den Füßen mit den Fischen endet, so bleibt für den Rest dazwischen nicht viel Raum für Abweichungen.
Weiter untersucht Wee eine Keilschrifttafel, auf der er die gleichen Zuordnungen findet. Die oben genannten Autoren schreiben ungefähr ab der Zeitenwende. Die Keilschrifttafel wäre eines der ältesten Zeugnisse und würde eine der hellenistischen Astrologie vorangehenden Beleg für die zodiakale Melothesie liefern, wenn nicht die Datierung recht schwierig wäre. Die letzten Zeugnisse in Keilschrift datieren aus dem 1. Jahrhundert, es kann also nicht ausgeschlossen werden, dass die Keilschrifttafel Resultat einer babylonischen Rezeption hellenistischer Astrologie ist.
Was die frühesten Wurzeln der Zuordnung betrifft, so argumentiert Pingree, dass das dahinter stehende Konzept, nämlich die Entsprechung von Makrokosmos (dem Tierkreis) und Mikrokosmos (dem Menschen), bereits im 5. Jahrhundert v. Chr. und insbesondere in der knidischen Schule der Medizin bereits präsent war. Darüber hinaus seien auch in der ägyptischen Religion die Vorstellung von besonderen Beziehungen bestimmter Götter bzw. Dämonen zu einzelnen Körperteilen bereits vorhanden.

## Planetare Melothesie
Die Einflüsse der Planeten sind entsprechend dem Tetrabiblos des Ptolemäus:
| Planet  | Körperteile                                                      |
| ------- | ---------------------------------------------------------------- |
| Mond    | Geschmackssinn, Magen, Bauch, Gebärmutter und linke Körperhälfte |
| Merkur  | Sprache und Denken, Zunge, Galle und Hintern                     |
| Venus   | Geruchssinn, Leber und fleischige Teile                          |
| Sonne   | Sehen, Gehirn, Herz, Sehnen und rechte Körperhälfte              |
| Mars    | linkes Ohr, Nieren, Venen und Genitalien                         |
| Jupiter | Tastsinn, Lungen, Arterien und Samen                             |
| Saturn  | rechtes Ohr, Milz, Blase, Schleim und Knochen                    |

Dieses System wurde im Lauf der Zeit modifiziert und erweitert. So orientiert sich der niederländische Astronom C.Aq. Libra (eigentlich Roelf Takens) an der zodiakalen Melothesie und gewinnt die planetaren Zuordnungen über die Planetenherrscher der betreffenden Zeichen. Der US-amerikanische Astromediziner Howard Leslie Cornell dagegen entwirft ein Zuordnungssystem, bei dem jedem Planeten (einschließlich der nicht-klassischen Planeten Uranus und Neptun) eine Körperdrüse und ein Gefäß- oder sonstiges Körpersystem entsprechen, beispielsweise ordnet er dem Mond die Bauchspeicheldrüse und das lymphatische System zu.